# 温迪·威廉斯
温迪·威廉斯（英語：Wendy Williams，1967年6月14日—），生于密苏里州圣路易斯，美国女子跳水运动员。她曾代表美国参加1988年夏季奥林匹克运动会跳水比赛，获得女子10米跳台铜牌。